# Клейрсгольм
Клейрсгольм (англ. Claresholm) — містечко в Канаді, у провінції Альберта, у складі муніципального району Віллов-Крік.

## Населення
За даними перепису 2016 року, містечко нараховувало 3780 осіб, показавши зростання на 0,6%, порівняно з 2011-м роком. Середня густина населення становила 465,9 осіб/км².
З офіційних мов обидвома одночасно володіли 90 жителів, тільки англійською — 3 490. Усього 240 осіб вважали рідною мовою не одну з офіційних, з них 5 — українську.
Працездатне населення становило 1 670 осіб (55,3% усього населення), рівень безробіття — 7,2% (9% серед чоловіків та 5,1% серед жінок). 84,7% осіб були найманими працівниками, а 14,1% — самозайнятими.
Середній дохід на особу становив $41 669 (медіана $30 896), при цьому для чоловіків — $48 200, а для жінок $35 437 (медіани — $38 400 та $25 485 відповідно).
28% мешканців мали закінчену шкільну освіту, не мали закінченої шкільної освіти — 23,3%, 48,7% мали післяшкільну освіту, з яких 26,2% мали диплом бакалавра, або вищий.
| Статево-вікова структура населення | Статево-вікова структура населення | Статево-вікова структура населення | Статево-вікова структура населення | Статево-вікова структура населення |
| ---------------------------------- | ---------------------------------- | ---------------------------------- | ---------------------------------- | ---------------------------------- |
|                                    |                                    |                                    |                                    |                                    |
| Всього                             | Всього                             | 48,5%51,5%                         |                                    |                                    |
| 0 — 14 років                       | 0 — 14 років                       |                                    | 12,2%                              | 12,2%                              |
| 15 — 64 років                      | 15 — 64 років                      |                                    | 55,4%                              | 55,4%                              |
| 65 і більше                        | 65 і більше                        |                                    | 32,5%                              | 32,5%                              |
| 85 і більше                        | 85 і більше                        |                                    | 4,9%                               | 4,9%                               |
| Середній вік (років)               | Середній вік (років)               | 47,351,3                           | 49,4                               | 49,4                               |
| Медіана (років)                    | Медіана (років)                    | 52,255,8                           | 54,1                               | 54,1                               |
| — чоловіки — жінки                 |                                    |                                    |                                    |                                    |

| Походження мешканців:     | Походження мешканців:     | Походження мешканців: | Походження мешканців: | Походження мешканців: |
| ------------------------- | ------------------------- | --------------------- | --------------------- | --------------------- |
| Походження                |                           |                       | осіб                  | %                     |
| Корінні американці        | Корінні американці        |                       | 210                   | 5.56%                 |
| Інше північноамериканське | Інше північноамериканське |                       | 970                   | 25.66%                |
| Європейське               | Європейське               |                       | 2 955                 | 78.17%                |
| британське                | британське                |                       | 1 985                 | 52.51%                |
| французьке                | французьке                |                       | 420                   | 11.11%                |
| українське                | українське                |                       | 220                   | 5.82%                 |
| Африканське               | Африканське               |                       | 10                    | 0.26%                 |
| Азійське                  | Азійське                  |                       | 150                   | 3.97%                 |
| Океанійське               | Океанійське               |                       | 10                    | 0.26%                 |

| Зайнятість населення за галузями (за класифікацією NOC): | Зайнятість населення за галузями (за класифікацією NOC): | Зайнятість населення за галузями (за класифікацією NOC): | Зайнятість населення за галузями (за класифікацією NOC): | Зайнятість населення за галузями (за класифікацією NOC): |
| -------------------------------------------------------- | -------------------------------------------------------- | -------------------------------------------------------- | -------------------------------------------------------- | -------------------------------------------------------- |
|                                                          |                                                          |                                                          |                                                          |                                                          |
| Управління                                               | Управління                                               |                                                          | 8,2%                                                     | 8,2%                                                     |
| Бізнес, фінанси та адміністрування                       | Бізнес, фінанси та адміністрування                       |                                                          | 10,3%                                                    | 10,3%                                                    |
| Природничі та прикладні науки                            | Природничі та прикладні науки                            |                                                          | 2,1%                                                     | 2,1%                                                     |
| Охорона здоров'я                                         | Охорона здоров'я                                         |                                                          | 12,4%                                                    | 12,4%                                                    |
| Освіта, правозахист, муніципальні та урядові служби      | Освіта, правозахист, муніципальні та урядові служби      |                                                          | 8,5%                                                     | 8,5%                                                     |
| Мистецтво, культура, відпочинок та спорт                 | Мистецтво, культура, відпочинок та спорт                 |                                                          | 2,4%                                                     | 2,4%                                                     |
| Роздрібна торгівля та послуги                            | Роздрібна торгівля та послуги                            |                                                          | 27,9%                                                    | 27,9%                                                    |
| Гуртова торгівля, транспорт та обладнання                | Гуртова торгівля, транспорт та обладнання                |                                                          | 19,7%                                                    | 19,7%                                                    |
| Природні ресурси, сільське господарство                  | Природні ресурси, сільське господарство                  |                                                          | 3,9%                                                     | 3,9%                                                     |
| Виробництво                                              | Виробництво                                              |                                                          | 4,2%                                                     | 4,2%                                                     |

## Клімат
Середня річна температура становить 4,9°C, середня максимальна – 22,3°C, а середня мінімальна – -15,2°C. Середня річна кількість опадів – 438 мм.
| Клімат поселення                              | Клімат поселення | Клімат поселення | Клімат поселення | Клімат поселення | Клімат поселення | Клімат поселення | Клімат поселення | Клімат поселення | Клімат поселення | Клімат поселення | Клімат поселення | Клімат поселення | Клімат поселення |
| Показник                                      | Січ.             | Лют.             | Бер.             | Квіт.            | Трав.            | Черв.            | Лип.             | Серп.            | Вер.             | Жовт.            | Лист.            | Груд.            |                  |
| Середній максимум, °C                         | −1,38            | 1,77             | 6,10             | 11,92            | 17,59            | 21,58            | 22,32            | 22,30            | 17,27            | 11,93            | 3,84             | −0,85            |                  |
| Середня температура, °C                       | −8,29            | −5,14            | −0,8             | 5,02             | 10,68            | 14,66            | 16,66            | 16,62            | 11,59            | 6,25             | −1,83            | −6,52            |                  |
| Середній мінімум, °C                          | −15,2            | −12,05           | −7,71            | −1,89            | 3,80             | 7,75             | 10,99            | 10,97            | 5,93             | 0,58             | −7,48            | −12,17           |                  |
| Норма опадів, мм                              | 15               | 16               | 28               | 30               | 62               | 91               | 50               | 47               | 45               | 19               | 20               | 15               |                  |
| Середньомісячна швидкість вітру, м/с          | 4.30             | 3.90             | 4.30             | 4.30             | 4.18             | 3.90             | 3.50             | 3.30             | 3.61             | 4.10             | 4.32             | 4.20             |                  |
| Середньомісячна сонячна радіація, кДж/м²·день | 4232             | 7660             | 12848            | 17159            | 20702            | 21946            | 23526            | 20152            | 14338            | 8599             | 4503             | 3295             |                  |
| --------------------------------------------- | ---------------- | ---------------- | ---------------- | ---------------- | ---------------- | ---------------- | ---------------- | ---------------- | ---------------- | ---------------- | ---------------- | ---------------- | ---------------- |
| Джерело:                                      |                  |                  |                  |                  |                  |                  |                  |                  |                  |                  |                  |                  |                  |